# مقاطعة سريم
مقاطعة سريم (بالإنجليزية: Srem District)‏ هي مديرية في صربيا، بلغ عدد سكانها 312٬278 نسمة، في 2011، عاصمتها سريمسكا ميتروفيتشا، تبلغ مساحتها 3٬486٫0 كيلومتر مربع.

## الموقع
تشترك في الحدود مع:
- مقاطعة ماتشفا  [لغات أخرى]‏
- City of Belgrade  [لغات أخرى]‏.